# Џејмс Мајкл Тајлер
Џејмс Мајкл Тајлер (енгл. James Michael Tyler; Гринвуд, 28. мај 1962 — Лос Анђелес, 24. октобар 2021) био је амерички глумац, најпознатији по улози Гантера у ТВ серији Пријатељи.
Умро је од рака простате 24. октобра 2021.